# Leichtöl
Leichtöle sind Mineralölprodukte, bei denen im Rahmen der Siedeanalyse bei einer Temperatur von 210 °C ein Anteil von mehr als 90 % verdampft ist. Dazu gehören Motorenbenzin und leichtes Kerosin, nicht jedoch Dieselkraftstoff, Heizöl oder Petroleum.
Leichtöl ist auch ein Begriff aus dem Zoll- und Steuerrecht. Im Rahmen der Zollgruppe 27.10 finden sich in der Unterposition 12 zwölf Eintragungen: Drei dieser Zolltarifnummern sind als „Leichtöl …“ beschrieben. Die weiteren Mineralölprodukte dieser Unterposition sind fünf Positionen Motorenbenzine sowie Testbenzin, Spezialbenzine, Flugbenzin und leichter Flugturbinenkraftstoff.
Neben dem Leichtöl mit der CAS-Nummer 8008-20-6 (in der Tabelle dargestellt) führt die GESTIS-Stoffdatenbank noch folgende Stoffe auf, die sich jeweils durch ihre konkrete stoffliche Zusammensetzung unterscheiden:
- Leichtöl (Kohle), Halbverkokungsverfahren; Leichtöl (CAS-Nr. 90641-11-5)[4]
- Leichtöl (Kohle), Koksofen-; Rohbenzol (CAS-Nr. 65996-78-3)[5]